# Јапанска лака крстарица Кашима
Крстарица Катори (јап:鹿島 練習巡洋艦) је била други брод серије од три лаке крстарице класе Катори и служила је у царској јапанској морнарици током Другог светског рата. Она је добила име по Шинто гробници Кашима, која се налази у префектури Ибараки, Јапан.

## Позадина
Крстарице класе Катори су пројектоване да служе као тренажни бродови и њихова градња је почела 1938. године. Када је почео рат на Пацифику, оне су добиле улогу заставних бродова различитих подморничких флотила и ескортних скадрона. Како је рат одмицао, бродови су модернизовани и добили су јаче против-авионско наоружање, а постављени су и бацачи дубинских бомби.

## Служба

### Рани период
Крстарица Кашима се градила у Мицубишијевом бродоградилишту и по завршетку градње 31. маја 1940. године, базира у месту Куре, поморској бази у Унутрашњем мору.
Од 28. јула 1940. године, Кашима и брод близанац – крстарица Катори, учествују у последњем пред-ратном школском крстарењу, посећујући луке; Етаџима, Оминато, Даирен, Порт Артур и Шангај. Убрзо по њеном повратку у Јапан, Катори је додељена Четвртој флоти као заставни брод 18. дивизије крстарица. Дана, 1. децембра 1941. године, Кашима постаје заставни брод Четврте флоте вицеадмирала Иноуеа, и базирала је на атолу Трук - Каролинска острва. У време напада на Перл Харбор, Кашима се налазила у бази Трук.

### Рана фаза Пацифичког рата
Током „Операције Р“ (инвазија Рабаула и Кавиенга), која је изведена од 23. до 24. јануара 1942. године, Кашима напушта Трук и покрива јапанска искрцавања. Касније, 20. фебруара 1942. године, Кашима напушта Трук и учествује у безуспешном гоњењу америчког носача авиона Лексингтон и оперативне ескадре ТФ-11.
Дана, 4. маја 1942. године, током „Операције МО“ (инвазија на Тулаги и Порт Морезби), Кашима напушта Рабаул на Новој Британији у директној операцији, те стога није учествовала у бици у Коралном мору, која се одиграла приближно у исто време. Након успешног искрцавања јапанских снага на Нову Гвинеју, Кашима се враћа у своју базу на атолу Трук.
Јула 1942. године, Кашима се на кратко враћа у базу Куре ради уградње два двоцевна против-авионска топа од 25 mm, који су постављини на предњем делу командног моста. Она се 3. септембра враћа у базу Трук и ту наставља да базира.
Дана, 8. октобра 1942. године, на палуби крстарице Кашима се одржао један састанак, где се дискутовало о изградњи одбране на Пацифику. Разговору су присуствовали контраадмирал Матоме Угаги – начелник штаба Комбиноване флоте, и званичници јапанске армије из министарства за изградњу одбране.
Касније тог месеца, 26. октобра, вицеадмирал Барон Томошиге Самеђима је преузео команду над Четвртом флотом. Он је замењен 1. априла 1943. године од вицеадмирала Масами Кобајашија. Током тог периода, крстарици Кашима су додељени патролни задаци око базе Трук, са извесним повременим крстарењем у области Маршалских острва, или кратким поврацима у базе Куре и Јокосука ради неопходних ремонта.
Дана, 1. новембра 1943. године, Кашима је замењена са места заставног брода Четврте флоте, на који долази лака крстарица Нагара, и уврштена је у Тренажну дивизију са базом у Куре. Она 18. новембра, напушта базу Трук, заједно са матицом за подморнице Чогеи и разарачима Вакацуки и Јамагумо. Убрзо по напуштању базе Трук, група је нападнута од америчке подморнице Скулпин, али јапанска група избегава напад и потапа подморницу. Кашима стиже у Куре 25. новембра 1943. године и одлази на док, где остаје до 12. јануара 1944. године.
Од 23. јануара до 15. априла 1944. године, Кашима обавља улогу тренажног брода за питомце царске поморске академије у Етаџими, и врши многобројна крстарења по Унутрашњем мору.

### Последња етапа Пацифичког рата
Међутим, како се ратна ситуација стално погоршавала за Јапан, Кашима је мобилисана у транспортну службу. Од 26. маја до 11. јула 1944. године, она изводе четири транпортне мисије из Шимоносекиа до Окинаве, превозећи армијска појачања и опрему. Такође, од 11. јула 1944. године, у „Операцији Ро-Го“, Кашима је укључена у транспорт особља и опреме ка Тајвану, вршећи многобројне пловидбе из база Кагошима и Куре ка Келунгу.
Дана, 20. октобра 1944. године, Кашима је уочена од америчке подморнице Танг, која је била удаљена око 2.000 метара, али је била неспособна за напад, пошто су њена нова торпеда Марк-18-1 била спора и са малим дометом.
Кашима је 20. децембра модификована у бродоградилишту Куре, где су њене торпедне цеви скинуте, а постављена два двоцевна топа од 127 mm, четири троцевна против-авионска од 25 mm, ехо сонар, хидрофон и радар за површинско осматрање. Два инфра-црвена комуникациона уређаја су такође постављена. Кашимин крмени део је био модификован у потпуно заштићене магацине за 100 дубинске бомбе, са четири бацача за дубинске бомбе и два клизача инсталирана на палуби. Допунски су постављена и 8 једноцевна против-авионска топа од 25 mm, чиме је број њихових цеви износио 38, а постављен је и радар за ваздушно осматрање Тип-13.
Од фебруара 1945. године, Кашима је укључена у притив-подморничку патролу по Јужно кинеском мору и код Кореје. Дана, 19. маја 1945. године, Кашима се судара и потапа теретни брод Даишин Мару у Цушума пролазу. Један резервоар за гориво на Кашиминој предњој левој страни је оштећен у судару, и настаје ватра, али она успева да доплови до луке Чинхаи у Кореји, где је оправљена. По завршеном ремонту, она наставља са ескортовањем конвоја и против-подморничким патролама код Кореје, све до краја рата.
Кашима је официјелно обрисана из списака флоте 5. октобра 1945. године

### Послератна служба
Након рата амерички надлежни органи користе Кашиму као брод за транспорт преосталих јапанских војника, назад у домовину. На пауби су направљене кућице око главног јарбола, а цеви њених топова су одсечене.
Од 10. октобра 1945. године до 12. новембра 1946. године, Кашима је извела укупно 12 путовања до Нове Гвинеје, Соломонових острва, Маршалских острва, Сингапура, Француске Индикине, Тајвана, Индонезије, Тајланда и Хонгконга, транспортујући у Јапан око 5.800 бивших војника царске армије и заробљеника.
Од 15. новембра 1946. године до 15. јуна 1947. године, клрстарица Кашима је сасечена у Нагасакију.

## Листа Капетана
- Капетан Шунсаки Набешима - 31. мај 1940 — 1. новембар 1940.
- Капетан Исаму Такеда - 1. новембар 1940 — 1. септембар 1941.
- Капетан Кинђи Сенда - 1. септембар 1941 — 7. септембар 1942.
- Капетан Сакае Такада - 7. септембар 1942 — 1. јул 1943.
- Капетан Шигечика Хајаши - 1. јул 1943 — 21. октобар 1943.
- Капетан Суејоши Кађивара - 21. октобар 1943 — 3. децембар 1943.
- Капетан Мицуру Нагаи - 3. децембар 1943 — 9. децембар 1943.
- Капетан Чусабуро Јамазуми - 9. децембар 1943 — 15. мај 1944.
- Капетан Мадајоши Такаме - 15. мај 1944 — 15. август 1944.
- Капетан Јошиката Хираока - 15. август 1944 — 28. април 1945.
- Капетан Чођуро Такахаши - 28. април 1945 — 21. септембар 1945.
- Капетан Шоџиро Иура - 21. септембар 1945 — 17. јануар 1946.
- Капетан Минору Јоката - 17. јануар 1946 — 15. новембар 1946.